# Пунтишени (Васлуј)
Пунтишени (рум. Puntișeni) насеље је у Румунији у округу Васлуј у општини Костешти. Oпштина се налази на надморској висини од 207 m.

## Становништво
Према подацима из 2002. године у насељу је живело 346 становника, од којих су сви румунске националности.